# Даценко, Леонид Иванович
Леонид Иванович Даце́нко (29 января 1933, Петрово, Днепропетровская область — 18 января 2004, Киев) — советский и украинский учёный-физик, специалист в области физики полупроводников. Доктор физико-математических наук (1978), профессор (1984). Дважды лауреат Государственной премии УССР (1983) и Украины (1994) в области науки и техники. Заслуженный деятель науки и техники Украины (2000). 

## Биография
Родился 29 января 1933 года в селе Петрово в семье врача-хирурга и преподавателя школы.
Окончил физический факультет Киевского государственного университета имени Т. Г. Шевченко (1957). В аспирантуре в Ленинградском физико-техническом институте обучался у академика Елистратова (1957—1960).
Работал в Институте физики АН УССР. С 1961 года до 2004 года работал в Институте физики полупроводников Национальной Академии наук Украины, где прошёл путь от инженера до заведующего отделом, главного научного сотрудника. Старший научный сотрудник с 1969 года. Учёный секретарь института с 1970 года, заведующий отдела дифракции исследований структуры полупроводников (1975—1996), который был им основан в 1960-е годы. С 1996 года — главный научный сотрудник этого отдела (1996—2004). Долгое время работал в Государственном комитете по государственным премиям Украины.
Умер 18 января 2004 года в Киеве.

## Научная деятельность
Основатель украинской научной школы по исследованиям динамического рассеяния рентгеновских лучей реальными кристаллами в области аномальной дисперсии. Основные работы посвящены изучению процессов рассеяния рентгеновских лучей реальными кристаллами и исследованием дефектной структуры. Исследовал дефекты кристаллической среды, физику рассеяния рентгеновских лучей реальными кристаллами из комбинированными повреждениями структуры, рентгеноакустические взаимодействия в реальных кристаллах. Соавтор двух фундаментальных монографий, посвященных этим научным проблемам (1988 и 2002).
Под его руководством были получены фундаментальные результаты в исследовании структуры полупроводников, рассеяния рентгеновских лучей реальными кристаллами. Первые примеры топограмм кристаллов Ge, SiC с дислокациями, тонкопленочных гетероэпитаксийных систем с так называемой фрагментарной структурой, были получены его учеником М.Я. Скороходом. Самые интересные топографические данные по дефектным структурам, возникающим в процессе роста кристаллов, а также при пластической их деформации обобщены диссертационных работах сотрудников отдела. Для описания же дифракционных явлений в так называемых «почти совершенных» кристаллах, содержащих некоторое количество структурных дефектов, использовалась новаторская динамическая теория рассеяния.  В этой теории даны, в частности, аналитические зависимости величин интегральных и дифференциальных интенсивностей от полей деформаций, создаваемых дефектами, а также впервые предусмотрен эффект модуляции трехмерной периодичностью кристаллической среды. Л.И. Даценко и А.М. Гуреевым для этой цели был развит неразрушающий метод анализа толщинных зависимостей скачков (отношения) интегральных интенсивностей для длин волн тормозного спектра РП вблизи К края поглощения вещества. Так анализ особенностей динамического рассеяния РП при Лауэ-дифракции для структурных отражений в тонких бинарных кристаллах, проведенный В.П. Кладько и Л.И. Даценко показал, что величина скачка интенсивностей, в отличие от упомянутого выше приближения толстого кристалла в областях длин волн вблизи К-краев поглощения компонент, не зависит от структурного совершенства образца.
Автор более 250 научных и научно-популярных работ и 20 свидетельств на изобретения — изобретатель СССР.
Создал свою научную школу — среди его учеников 12 кандидатов и 5 докторов: академик НАН Украины, директор Института физики полупроводников НАН Украины, Мачулин В. Ф., член-корреспондент НАН Украины, доктор физико-математических наук, профессор, заведующий отделом института Кладько В. П., доктора физико-математических наук В. И. Хрупа, И. В. Прокопенко, Е. М. Кисловский, Г. И. Низкая; кандидаты физико-математических наук: В. М. Василевская, М. Я. Скороход, А. М. Гуреев, Т. Г. Криштаб, Н. В. Осадчая.

### Научные труды
- Динамическое рассеяние рентгеновских лучей реальными кристаллами / Киев, 1988 (соавт.).
- Динамическое рассеяние рентгеновских лучей и структурное совершенство реальных кристаллов // УФЖ, 1979, Т.24, №5. С.577-590.
- X-Ray diffraction studies of growth defect in III-V single crystals. Datsenko L.I., Kladko V.P., Kryshtab T.G. // In.: “Defects in Crystals”. Proc. of the 8th Inter. School on Defects in Crystals”. 1988. Р.59-67.
- Особенности рассеяния рентгеновских лучей для сверхструктурных отражений вблизи К-краев поглощения компонентов бинарных соединений на примере кристалла InSb.  Кладько В.П.,, Крыштаб Т.Г., Даценко Л.И.  // Кристаллография, 1989, Т.34, №.5. С.1083-1087.
- Resonant x-ray acoustic determination of the dominant type of the structure distortion in real crystals L.I. Datsenko, D.O. Grigor'ev, A.V. Briginets, V.F. Machulin, and V.I. Khrupa  // Crystallogr. Rep. 1994. 39, P.53
- Динамическое рассеяние рентгеновских лучей реальными кристаллами. К., 1988 (соавт.); Microdefects and nonstoichiometry level in GaAs: Si/GaAs films grown by liquid phase epitaxy method // J. Alloys and Compound. 2001. Vol. 328;
- Calculation of two-dimensional maps of diffuse scattering by a real crystal with microdefects and comparison of results obtained from three-crystal diffractometry // J. Physics D. 2001. Vol. 34, № 10;
- Microdefects and nonstoichiometry level in GaAs:Si/GaAs films grown by liquid phase epitaxy method // J. Alloys and Compound. 2001. Vol. 328.
- Calculation of two-dimensional maps of diffuse scattering by a real crystal with microdefects and comparison of results obtained from three-crystal diffractometry // J. Physics D. 2001. Vol. 34, № 10.
- Рентгенодифракционная диагностика структурной и композиционной однородности бинарных кристаллов // МНТ. 2002. Vol. 24, № 5.
- Динамическое рассеяние рентгеновских лучей реальными кристаллами в области аномальной дисперсии / Киев, 2002.